# Stereolab
Stereolab és un grup anglès de música rock format a Londres a principis dels anys 90. El seu estil del qual combina elements de la música lounge i easy listening dels anys cinquanta i seixanta amb influències del krautrock i el pop dels anys seixanta, entre altres gèneres. Va ser una de les primeres bandes a ser etiquetada de post-rock. El seu so es caracteritza per la utilització d'instruments antics de teclat analògic com sintetitzadors Moog i orgues elèctrics Farfisa i Vox.
El grup, que pren el nom d'un segell discogràfic dels anys cinquanta, està liderat per l'anglès Tim Gane (guitarra i teclats) i la francesa Laetitia Sadier (veus, teclats, trombó i guitarra), i és deutor del so de formacions alemanyes de l'escena krautrock: Can, Kraftwerk i Neu!; del pop dels anys seixanta i de la inventiva de formacions pioneres de rock experimental com The Velvet Underground. La formacióbarreja aquestes influències amb elements procedents del lounge i l'space age pop, de bandes sonores de compositors com Henry Mancini i de música brasilera com la bossa nova i la tropicalia. Les lletres del grup toquen temàtiques sociopolítiques: alguns crítics sostenen que les lletres de la formació (escrites per Sadier i cantades en anglès i en francès) tenen un fort missatge marxista, i Gane i Sadier admeten que estan influenciats per moviments polítics i culturals com el surrealisme i la Internacional Situacionista.
Posteriorment a la dissolució de McCarthy, el seu grup anterior, Gane va muntar el duo amb una seguidora del grup, Sadier, a qui va conèixer en un dels concerts del grup. Malgrat que Stereolab ha patit diversos canvis en la formació des dels seus inicis, el germen actiu del grup sempre s'ha mantingut en ells dos). Cal recordar però que mai ha sigut un duo, sinó un projecte obert pel qual han passat músics com Andrew Ramsay (bateria del grup) o l'australiana Mary Hansen (morta en un accident de trànsit), el baixista neozelandès Martin Kean (The Chills), el guitarrista Sean O'Hagan (fundador de The High Llamas i David Pajo (guitarrista de diversos grups, a destacar Slint i Tortoise, entre d'altres.

## Història

### Inicis (1990-1993)
Tim Gane fou un dels fundadors, el 1985, de McCarthy, una formació d'Essex (Anglaterra) coneguda per les lletres influenciades per idees polítiques marxistes i per ser una de les formacions més representatives del subgènere C86. El so de McCarthy pot ser considerat un prototipus del so de Stereolab. Gane era originalment bateria, però Malcolm Eden, cantant i guitarrista del grup, va ensenyar-li a tocar alguns acords de guitarra. Gane va conèixer la francesa Lætitia Sadier (a vegades coneguda com a Seaya Sadier) en una actuació del grup a París, i al cap de poc temps es van enamorar. A Sadier li interessava el món de la música, però estava desil·lusionada amb l'escena de rock del seu país, per la qual cosa al cap de poc temps se'n va anar a viure a Londres per estar amb en Gane i per intentar tenir una carrera en aquella indústria. McCarthy es va separar el 1990 després d'haver editat tres àlbums (a l'últim dels quals Sadier va contribuir amb la veu), i immediatament en Gane i la Sadier van formar Stereolab. El nom del grup prové d'una divisió de la companyia discogràfica Vanguard Records dedicada a mostrar efectes sonors d'alta fidelitat durant els anys 50 i 60.
En Gane i la Sadier, amb el futur manager de Stereolab Martin Pike, van crear un segell independent anomenat Duophonic Super 45s, que amb el seu futur derivat, Duophonic Ultra High Frequency Disks, seria popularment conegut com a "Duophonic". L'EP en vinil de 10" Super 45 va ser el primer llançament del segell i del grup, i es venia per encàrrec per correu. El material gràfic de l'àlbum va ser dissenyat per la formació i va ser el primer d'una sèrie de llançaments de Duophonic en edició limitada. En una entrevista de 1996 ambThe Wire, en Gane va parlar sobre els beneficis de l'estètica DIY i del control que el grup tenia sobre la música. Altres formacions indies d'estil similar com Tortoise, Broadcast i Labradford també van editar material amb Duophonic.
Stereolab va editar un altre EP, Super-Electric, i un senzill, Stunning Debut Album, tots dos el 1991, de la mateixa manera que Super 45. Als inicis el material de la formació es basava en la guitarra, amb un so rock més convencional i sense utilitzar sintetitzadors antics, amb melodies pop i ritmes repetitius que podrien catalogar-se com a noise pop.
El primer LP del grup, Peng!, fou editat el 1992 a través del segell independent Too Pure, igualment que la primera compilació del grup, Switched On, i l'EP de quatre cançons Low Fi. La formació del grup llavors girava al voltant d'en Gane i la Sadier, que en un principi estaven acompanyats per Joe Dilworth (bateria) i Martin Kean (baix), que van deixar el grup abans de la gravació de l'àlbum següent.
Gràcies als primers llançaments el grup va aconseguir un cert culte a l'escena underground del Regne Unit, que va créixer el 1993 amb Space Age Batchelor Pad Music (conegut també per The Groop Played "Space Age Batchelor Pad Music"), que segons el web oficial del grup és un "mini-LP". En aquest treball, la formació va començar a incorporar elements de l'easy listening, lounge pop i l'anomenat space age pop, gènere que va aparèixer els anys 50 associat sovint al concepte kitsch. Aquest treball va permetre al grup firmar el primer contracte amb la companyia estatunidenca, Elektra Records. Tanmateix l'àlbum va ser editat al Regne Unit per Duophonic Ultra High Frequency Disks, que s'encarrega d'editar els LPs de Stereolab a nivell nacional. Durant la gravació de Space Age Batchelor Pad Music el grup estava format per Gane, Sadier, la cantant Mary Hansen, el bateria Andrew Ramsay, el baixista Duncan Brown, la teclista Katharine Gifford i el guitarrista Sean O'Hagan (exmembre de Microdisney). L'australiana Hansen havia estat en contacte amb Gane des de l'època en què ell encara era membre de McCarthy. Des que s'havia afegit al grup, Hansen havia desenvolupat un estil de contrapunt vocal juntament amb Sadier que distingia al so de Stereolab fins a la seva mort (que va ocórrer deu anys més tard, el 2002). Més tard, O'Hagan va deixar el grup per dedicar-se a The High Llamas (que va editar el primer àlbum el 1994), però va contribuir sovint als àlbums de Stereolab.
Transient Random-Noise Bursts With Announcements va seguir-lo el maig del mateix any i va rebre un gran reconeixement per l'eclecticisme, una mescla d'elements pop amb instrumentals, experimentació amb ritmes influïts per artistes de krautrock, soroll, veus distorsionades i canvis de ritme. El mateix any el grup va treure al mercat un EP amb el reconegut grup industrial Nurse With Wound, titulat Crumb Duck.

### Reconeixement (1994-2001)
El 8 de gener de 1994, Stereolab va aconseguir la primera aparició a les llistes britàniques quan l'EP de 1993 Jenny Ondioline va entrar al UK Singles Chart a la posició número 75 (en els tres anys següents, quatre llançaments de la formació van aparèixer en aquesta llista, l'últim dels quals va ser l'EP Miss Modular el 1997).
Amb el llançament del llarga durada de 1994, Mars Audiac Quintet, el grup es va concentrar més en el pop que en el rock, la qual cosa segons Allmusic va resultar en ser "l'àlbum més accessible" del grup. Mars Audiac Quintet es caracteritzava per la mescla de cançons melòdiques amb un ús ampli d'instruments electrònics "vintage", per tenir el senzill "Ping Pong", cançó amb ritme de bossa nova que va rebre l'atenció en els mitjans de comunicació per la seva lletra explícitament marxista. Després de treure al mercat el 1995 una col·lecció de senzills i cares B titulada Refried Ectoplasm: Switched On, Vol. 2, Stereolab va editar un EP titulat Music for the Amorphous Body Study Center, que va ser la contribució del grup per una exposició d'art interactiu en col·laboració amb l'escultor de Nova York Charles Long, que consistia en escultures de Long que incorporaven auriculars (connectats a les escultures) en què es podia escoltar la música de Stereolab. L'EP es va destacar per tenir arranjaments de corda i veu molt més sofisticats que en treballs anteriors del grup. Abans que la formació tornés a gravar un àlbum Gifford va ser reemplaçada per Morgane Lhote.
El 1996 es va editar el següent treball del grup, titulat Emperor Tomato Ketchup, que va ser molt ben rebut per la crítica (tant als Estats Units com en el Regne Unit) i per l'escena alternativa. En aquest àlbum la formació va ampliar el so afegint-hi elements de hip-hop, jazz, dub, música dance i arranjaments instrumentals més complexes, tot i mantenir els elements pop del treball anterior. Stephan Davet, del diari francès Le Monde, va afirmar que veia a Emperor Tomato Ketchup influències de diversos artistes com The Velvet Underground, Burt Bacharach i Françoise Hardy. John McEntire de Tortoise va col·laborar com a productor i també va tocar a l'àlbum. Posteriorment a la gravació d'aquest àlbum el baixista Duncan Brown va ser reemplaçat per Richard Harrison, i el grup va editar un altre EP a finals d'any, Fluorescences, d'edició limitada, amb instruments de vent, amb un so més orquestrat i més proper al cool jazz.

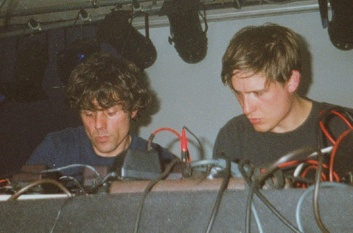
El duet alemany Mouse on Mars en directe. Van participar en la gravació de Dots and Loops.

Dots and Loops va sortir el 1997, i va ser el primer àlbum de Stereolab a entrar a les llistes del Billboard, assolint la posició número 111. L'àlbum tenia un so més influït per l'easy listening i la bossa nova. Segons la crítica del diari alemany Die Zeit, a Dots and Loops el grup canvia els riffs inspirats en The Velvet Underground per "sons més suaus". McEntire va tornar a contribuir, igual que Sean O'Hagan (que ja havia deixat de ser integrant fix del grup) i Jan St. Werner i Andi Toma, que formen el duo alemany d'electropop Mouse on Mars. Segons Joshua Klein, Dots and Loops és "més abstracte i cinemàtic que el treball precedent", conté una presència menor de guitarres i sona "com allò que succeiria si a Burt Bacharach se li encarregués la banda sonora de l'aterratge a Mart, només per tal que el senyal fos mesclat amb la interferència de transmissions de ràdio rebotant per l'espai". El 1997 també va aparèixer una nova col·laboració amb Nurse With Wound (Simple Headphone Mind), que va ser seguida el 1998 pel tercer llançament de la sèrie "Switched On", Aluminum Tunes.
La banda va prendre's un descans a causa del naixement del fill de Sadier i Gane, per tornar el 1999 amb Cobra and Phases Group Play Voltage in the Milky Night. L'àlbum va tornar a ser produït per McEntire, però amb la col·laboració de l'estatunidenc Jim O'Rourke, qui a més de la seva feina com a productor és conegut per haver sigut membre de Sonic Youth. L'àlbum afegia al so del grup elements del free jazz, dissonància i trompetas, però no va ser tan ben rebut per la crítica com els àlbums anteriors. Per la gira d'aquest àlbum, el baixista Simon Johns es va incorporar al grup.
Després d'un nou EP titulat The First of the Microbe Hunters (que va sortir al mercat el 2000), la formació va editar un altre àlbum de llarga durada, Sound-Dust, l'any 2001, que va arribar al lloc 178 al Billboard 200. Sound-Dust va tornar a tenir la producció de McEntire i O'Rourke, i va tenir una millor rebuda per la crítica que l'anterior treball, ja que tenia un so més accessible, amb un major èmfasi en els instruments de vent com les flautes.

### Any de la mort de Mary Hansen (2002)
L'any 2002, Stereolab va començar a preparar un estudi al nord de Bordeus (França). L'octubre d'aquest any la formació va editar ABC Music: The Radio 1 Sessions, un recopilatori de sessions per a la BBC Radio 1. Aquest mateix any Morgane Lhote va abandonar el grup i també es va acabar la relació entre Gane i Sadier.
No obstant això, el fet més important de l'any en relació al grup va tenir lloc el 9 de desembre, en què Mary Hansen va morir en un accident de trànsit. Hansen havia nascut a Maryborough (al nord de Brisbane, Queensland, Austràlia) i s'havia convertit en una part important del grup pel seu treball vocal (especialment per la forma d'harmonitzar amb Sadier), tot i que també era guitarrista i teclista. L'accident es va produir quan Hansen, que anava en bicicleta, va ser envestida per un camió. Aquesta tragèdia va deixar el grup inactiu durant una temporada, però la formació va decidir continuar, i una cançó del següent àlbum, Margerine Eclipse, titulada "Feel and Triple", té la lletra dedicada a Hansen. Algunes notes sobre les presentacions en directe del grup fan referència a l'impacte que l'absència d'Hansen va tenir en el so del grup.

### Sense Hansen
El primer llançament del grup després de la mort d'Hansen fou un EP gravat a França titulat Instant 0 in the Universe. Va sortir l'any 2003, igual que Socialisme Ou Barbarie: The Bedroom Recordings, el primer treball de Monade, un projecte de Sadier i Rosie Cuckston. Tant el nom del grup com el títol de l'àlbum són referències a l'obra de l'intel·lectual greco-francès Cornelius Castoriadis.
El llarga durada Margerine Eclipse va sortir a principis de l'any 2004 i fou ben rebut pels crítics, tot i que molts van pensar que aquest àlbum no aporta res de nou al so del grup. Un desafiament de Gane era que l'àlbum fos mesclat i arranjat de manera que es poguessin escoltar versions diferents a partir dels dos altaveus d'un equip stereo. Segons Gane, hi ha "dues parts de bateria, dues parts de baix, i anar seguint. No és el punt de l'àlbum, però està allà". Margerine Eclipse fou l'últim llançament del grup per Elektra Records, que va tancar durant aquest any. A partir d'aquell moment tots els nous llançaments van ser editats per Too Pure, la mateixa companyia que havia editat alguns dels primers llançaments del grup.
Oscillons from the Anti-Sun es va publicar l'any 2005. Aquesta retrospectiva de les obres menys conegudes del grup està formada per tres CDs i un DVD. El segon àlbum de Monade, A Few Steps More, també va ser publicat el mateix any. Entre setembre de 2005 i març de 2006, Stereolab va editar una sèrie de senzills d'edició limitada que van ser recopilats a Fab Four Suture, ja que segons Gane el segell volia que el grup anés de gira. Serene Velocity, un recopilatori basat en el millor dels àlbums que el grup va publicar amb Elektra Records, va sortir a finals del mateix any. La formació va editar un nou àlbum, Chemical Chords, durant l'any 2008 per mitjà del segell 4AD. L'àlbum ha tingut una bona recepció per part de la crítica, tot i que alguns crítics consideren que no presenta canvis radicals respecte al so dels treballs anteriors de la banda, tot i que ha sigut descrit com un disc més accessible i proper al pop que els anteriors. Gane descriu l'àlbum com "una col·lecció de cançons pop deliberadament curtes, denses i ràpides".

## Estil

### So i influències
La música de Stereolab combina un so de rock repetitiu amb música lounge instrumental, als quals s'hi sumen vocals femenines (en francès i anglès) i melodies pop. Els àlbums estan molt influenciats per la tècnica "motorik" de grups de krautrock dels anys 70, com Can, Neu! i Faust. Tim Gane advoca per la comparació: "Neu! va fer minimalisme i drones, però d'una manera molt pop".
L'estil de Stereolab també incorpora música easy listening dels anys 50 i 60, amb influències d'artistes de space age pop (estil que mirava d'incorporar instruments exòtics i tècniques de so stereo innovadores per l'època) com Martin Denny, Perrey-Kingsley i Bruce Haack. Segons Joshua Klein (a The Washington Post), "anys abans que la resta, Stereolab estava fent referències a grups alemanys dels anys 70 com Can i Neu!, al mestre mexicà de la música lounge Esquivel i el poc de moda Burt Bacharach". El crític Piero Scaruffi afirma que Stereolab incorpora a la música arranjaments psicodèlics i elements d'artistes com Soft Machine, Terry Riley, Neu!, Pink Floyd, The Velvet Underground i Suicide, en un context de "pop britànic". La formació també ha estat inspirada pel funk, el jazz i música brasilera com la bossa nova i tropicalia. Altres artistes que han sigut mencionats com a influència de Stereolab inclouen el grup de rock dels anys 70 The Rockets (també influenciat per música easy listening i per bandes de krautrock), el grup pioner de la música electrònica dels anys 60 Silver Apples, la formació de pop psicodèlic The Free Design, el compositor de bandes sonores Henry Mancini i l'actriu i cantant pop francesa Françoise Hardy. En una entrevista de l'any 2003 amb BBC News Online Gane va mencionar el grup Throbbing Gristle com el que més el va inspirar musicalment.

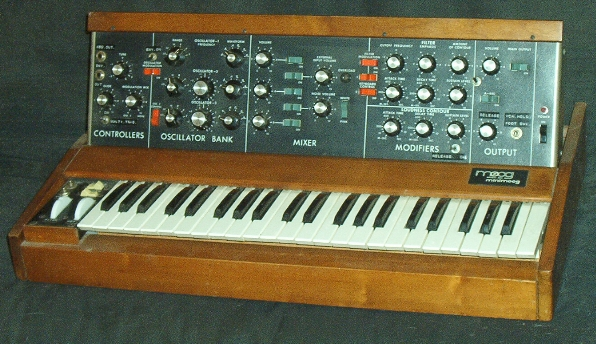
Foto d'un Minimoog, sintetitzador electrònic dels anys 70. Stereolab sol fer servir sintetitzadors Moog en la seva música.

La formació fa servir instruments electrònics analògics "vintage" com les orgues Farfisa i Vox, i el sintetitzador Moog, que fou usat prominentment a l'àlbum de 1994, Mars Audiac Quintet. Gane ha elogiat aquests instruments vells per ser més controlables. El so dels primers àlbums ha sigut comparat amb el de les bandes de shoegaze de finals dels anys 80 i principis dels 90. Alguns crítics, com Stephen Thomas Erlewine, veuen en Emperor Tomato Ketchup "lleus influències de hip-hop i dub". El grup també ha sigut influenciat pel minimalisme de compositors com Philip Glass i Steve Reich, en especial en l'àlbum de 1999, Cobra and Phases Group Play Voltage in the Milky Night. Segons Gane, la música de Sound-Dust està influenciada en part per la música de Gustav Holst i la del compositor Olivier Messiaen. Alguns crítics afirmen que els treballs més recents del grup, com Instant 0 in the Universe (2003) i Margerine Eclipse (2004), sonen semblants als primers treballs, amb més èmfasi en la guitarra.
De vegades s'han fet servir termes com postmodernisme i "pop postmodern" per referir-se a l'enfocament de la formació. Piero Scaruffi descriu el so de Stereolab com a "easy listening revisitat des d'una perspectiva postmoderna". En una entrevista Gane va dir que part de la filosofia del grup era que "ser únics era més important que ser bons". Gane també va afirmar que segons la seva idea de la música no té cap propòsit "tractar de ser original", sinó que des del seu punt de vista s'han d'"unir diverses coses d'eres diverses, música diferent" amb idees pròpies, cosa que donaria com a resultat "quelcom que mai abans no s'havia fet".

### Lletres, vocalització i títols
Lætitia Sadier canta tant en francès com en anglès. Ella escriu les lletres del grup, que tendeixen cap a comentaris socials marxistes. Abans de la mort de Mary Hansen el 2002, ambdues intercanviaven les seves veus de forma "hipnòtica". Segons Peter Shapiro (a The Wire), Sadier té tot l'"histrionisme emocional" de la cantant alemanya Nico.
Les lletres del grup toquen temes polítics i filosòfics. El surrealisme i les idees de la Internacional Situacionista són influències importants, com també el marxisme. La ressenya d'Allmusic de la cançó "Miss Modular", per exemple, afirma que la lletra d'aquesta cançó (en francès) sembla influïda per la teoria situacionista de l'espectacle. Un altre exemple és la lletra de "Ping Pong", senzill de Mars Audiac Quintet, que segons els crítics Stewart Mason i Simon Reynolds tracta sobre alguns elements de l'anàlisi marxista del cicle econòmic. La formació evita aquestes associacions que ha fet la crítica amb el marxisme, com quan en una entrevista Sadier va admetre que havia llegit "molt poc de Marx". Sadier també s'ha inspirat en fets com com la guerra a l'Iraq.
Els títols de les cançons i els àlbums de Stereolab fan referència a alguns dels instruments musicals que utilitza el grup, a més de noms de grups artístics i polítics i d'artistes avantgarde. Per exemple, en una entrevista, Gane va afirmar que el nom de Cobra and Phases Group Play Voltage in the Milky Night inclou el nom de dues organitzacions surrealistes, CoBrA i Phases Group. El títol de la primera cançó de Dots and Loops, "Brakhage", és una referència a Stan Brakhage, un director de cinema experimental; i Emperor Tomato Ketchup és el nom d'una pel·lícula de l'any 1970 del director japonès Shuji Terayama. La compilació de 1992, Switched On, fa referència al nom d'un àlbum de 1968 de Wendy Carlos (Switched On Bach); mentre que la cançó "International Colouring Contest" és un tribut a l'excèntrica artista Lucia Pamela (i comença amb un sample de la seva veu) i el senzill de 1992 "John Cage Bubblegum" es refereix al compositor experimental John Cage. Títols com "Farfisa", "Motoroller Scalatron" i "Jenny Ondioline" fan referència a instruments musicals "vintage", mentre que altres utilitzen terminologia hi-fi ("Wow And Flutter", Transient Random-Noise Bursts With Announcements). Diversos títols de les cançons han sigut comparats amb els dels Cocteau Twins, perquè sovint uneixen paraules no relacionades, però que sonen bé en conjunt.

### En viu
Stereolab surt sovint de gira per promocionar les seves publicacions d'estudi. Segons una ressenya de The New York Times, el grup sona més "apressant" a les actuacions, mentre que la ressenya de l'Allmusic de ABC Music: The Radio 1 Sessions afirma que Stereolab pot ser una "formació ferotge en viu", ja que afegeixen "agressivitat" a la seva música durant les presentacions. Els integrants del grup solen tocar instruments de vent a les actuacions en viu. Una ressenya d'una de les actuacions de Stereolab posteriors a la mort de Mary Hansen fa referència a un escenari ple d'instruments: "hauria sigut gairebé impossible col·locar un altre instrument a l'escenari, que estava ple amb diversos teclats, trompes, bateries i guitarres. Una simple harmònica posada al centre hauria comportat que el trombó caigués sobre el públic". Altres crítiques diuen que la veu de Lætitia Sadier està més atenuada a les actuacions del grup que en els àlbums, i que els integrants parlen poc i estan "immòbils" durant els concerts. Per aquests motius s'ha criticat la formació per la falta de presència a l'escenari i per sonar com "música de fons".

## Impacte
Stereolab ha sigut descrit com "un dels grups alternatius més influents dels anys 90". El grup va ser un dels primers als quals es va aplicar el terme "post-rock". Simon Reynolds es referia amb aquest terme a grups que prenien influències externes a les convencionals del rock per fer música amb instrumentació de rock però que miraven de crear "nous mons sonors" a l'estudi. L'àlbum de 1996, Emperor Tomato Ketchup, va rebre una bona reacció en cercles underground i va ser molt ben rebut per la crítica, com en el cas de la publicació digital Pitchfork, que va col·locar Emperor Tomato Ketchup al lloc #51 de la seva llista dels "Top 100 Albums of the 1990s" ("Els 100 millors àlbums dels anys 1990"). D'altra banda, la revista Spin situà Emperor Tomato Ketchup al lloc #88 de la seva llista "100 Greatest Albums, 1985-2005" (els 100 millors àlbums editats entre 1985 i 2005), i declarà Stereolab "un dels 50 grups més influents del pop".
Malgrat tot, alguns crítics han qüestionat el grup, por l'estil vocal "indesxifrable" de Sadier i per fer música que no sorgeix d'una "necessitat emocional". Per exemple, el crític Dave Simpson de The Guardian va acusar el grup que la música sonava com si fos feta "teorèticament i analíticament" però "sense emocions", de sonar "com una formació de crítics de rock més que de músics". Peter Shapiro va defensar el grup a The Wire contra acusacions de no ser més que "la suma total dels seus arcans punts de referència."
Una gran varietat d'artistes —no necessàriament músics— han col·laborat amb Stereolab. El 1995 el grup va treballar amb l'escultor Charles Long per un espectacle interactiu a Nova York, al qual Long va aportar les obres i Stereolab la música (que seria llançada a l'EP Music for the Amorphous Body Study Center). La formació va anar de gira amb el grup de post-rock Tortoise, del qual també va llançar material; i un membre d'aquest grup, John McEntire, va treballar en diversos àlbums de Stereolab. També van produir amb la formació industrial Nurse With Wound dos llançaments d'edició limitada als anys 90, que incloïen remixos fets per Nurse With Wound de cançons de Stereolab.

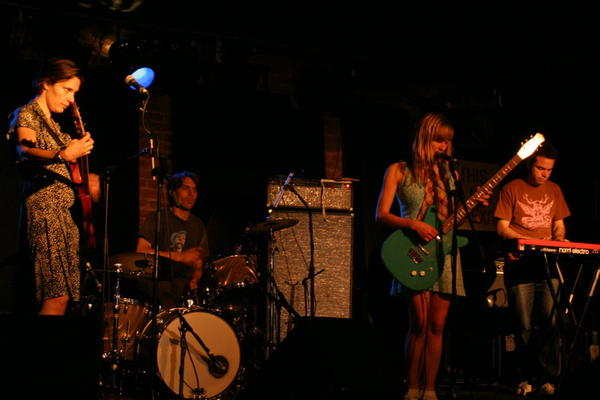
Monade en viu.

Alguns integrants del grup van començar projectes propis, estilísticament relacionats amb el so de Stereolab. Sadier va llançar tres àlbums amb el seu altre projecte, el quartet francès Monade. La teclista Katharine Gifford va crear Snowpony amb un ex-membre de My Bloody Valentine. El guitarrista Sean O'Hagan lidera The High Llamas, un grup que segons molts crítics està molt influenciat per la música dels Beach Boys i Brian Wilson, i que va comptar amb la col·laboració de Mary Hansen en un dels seus àlbums. Gane i O'Hagan també van col·laborar a la banda sonora de "La Vie d'Artiste", una pel·lícula francesa del director Marc Fitoussi. Tots dos havien col·laborat breument amb anterioritat en un altre projecte anomenat Turn On, l'any 1997, amb Andrew Ramsay com a tercer membre. El baixista Simon Johns també forma part d'Imitation Electric Piano, un grup que barreja elements de rock progressiu, rock psicodèlic, folk i jazz, i del qual s'ha comparat el so amb el de Stereolab. Johns i Ramsay també van formar part d'Europa 51, un supergrup que va comptar amb la col·laboració de Mary Hansen i Dominic Jeffery, a més d'integrants de The High Llamas i Laika; i va editar un àlbum l'any 2003 titulat Abstractions.
Malgrat el respecte de la crítica i la quantitat important de fans, el grup no ha tingut gaire èxit comercial. L'EP de 1993 Jenny Ondioline va entrar a les llistes britàniques, però qüestions financeres van impedir al grup editar prou àlbums per a satisfer la demanda. Quan Warner Music va tancar Elektra Records el 2004, el grup va ser deixat de banda (igual que molts altres artistes) per les poques vendes. Des de llavors, el segell del grup, Duophonic, va aconseguir un contracte amb un altre segell independent, Too Pure/Beggars Banquet Group, i pot llicenciar o llançar pel seu compte la música del grup, depenent del país.

## Integrants

### Membres actuals
- Tim Gane - guitarra, sintetitzador, orgue, baix (antic integrant de McCarthy, també ha format part de Turn On i Europa 51)[88][89]
- Lætitia Sadier - veu, sintetitzador, orgue, pandereta, trombó, guitarra (també ha format part de Monade, va participar en l'últim àlbum de McCarthy)[3][88][89][90]
- Andrew Ramsay - bateria (des de 1992, també integrant de Turn On, Europa 51 i Splitting the Atom)[3][91]
- Simon Johns - baix i bateria (des de Cobra and Phases Group Play Voltage in the Milky Night, també integrant d'Imitation Electric Piano, Europa 51 i Clear Spot)[92][90]
- Joseph Watson (també integrant d'Imitation Electric Piano)[93]
- Julien Gasc[94]

### Membres anteriors i col·laboradors freqüents
- Joe Dilworth - bateria (1991-1992, també integrant de The Faith Healers)[3]
- Martin Kean - baix (1991-1993, integrant de The Chills)[3]
- Mary Hansen - veu, guitarra, teclats, percussió (des de 1992 fins a la seva mort el 2002, també va formar part d'Europa 51, Splitting the Atom, The Horizontalist, The Wolfhounds i Schema)[89][3][95][96][97]
- Gina Morris - veu (fins al 1992)[3][98]
- Sean O'Hagan - guitarra, piano, orgue, teclats (es va afegir al grup el 1993, exintegrant de Microdisney, després de deixar Stereolab va formar The High Llamas, però va continuar col·laborant ocasionalment amb el grup, també va formar part de Turn On)[99][3][100][101]
- Katharine Gifford - teclats (entre la gravació de Mars Audiac Quintet i la d'Emperor Tomato Ketchup, també integrant de Snowpony i Moonshake)[3][102]
- Duncan Brown - baix (1993-1996, integrant de Billy Mahonie i Chenko)[3][103][104]
- Morgane Lhote - teclats (1996-2000, també integrant de The Projects)[3][105]
- Richard Harrison - baix (1996-1997, també va formar part de Dislocation Dance, Homelife, Bleachboys i Spaceheads)[3][106]
- Dominic Jeffery - orgue, piano (des de la gravació de Margerine Eclipse fins Fab Four Suture, també integrant d'Europa 51 i d'Imitation Electric Piano)[107][108][90]
- Joseph Walters[109]
- David Pajo - guitarra (integrant de Slint i Tortoise)[110][111]
- John McEntire - productor, guitarra, sintetitzadors, maraques, pandereta (integrant de Tortoise, Gastr del Sol i The Sea and Cake)[3][112][113]
- Fulton Dingley - productor, sintetitzador, percussió (integrant de The Horizontalist)[90][114]

## Discografia
La banda ha editat una gran quantitat d'EPs i senzills, en molts casos d'edició limitada, i ha compilat gran part d'aquest material a la sèrie Switched On.

### Àlbums
- Peng! (1992)
- Space Age Batchelor Pad Music (mini-LP, 1993) (també conegut com The Groop Played "Space Age Batchelor Pad Music")
- Transient Random-Noise Bursts With Announcements (1993)
- Mars Audiac Quintet (1994)
- Music for the Amorphous Body Study Center (mini-LP, 1995)
- Emperor Tomato Ketchup (1996)
- Dots and Loops (1997)
- Cobra and Phases Group Play Voltage in the Milky Night (1999)
- The First of the Microbe Hunters (mini-LP, 2000)
- Sound-Dust (2001)
- Margerine Eclipse (2004)
- Chemical Chords (2008)
- Not Music (2010)

### Recopilacions
- Switched On (1992)
- Refried Ectoplasm (1995) (també conegut com a Refried Ectoplasm: Switched On, Volume 2)
- Aluminum Tunes (1998) (també conegut com a Aluminum Tunes: Switched On, Volume 3)
- ABC Music (2001) (sessions gravades per a la BBC Radio 1)
- Oscillons from the Anti-Sun (2005)
- Fab Four Suture (2006)
- Serene Velocity (A Stereolab Anthology) (2006)